# Carl Ferdinand Becker
Carl Ferdinand Becker (ur. 17 lipca 1804 w Lipsku, zm. 26 października 1877 tamże) – niemiecki kompozytor, organista i pisarz muzyczny.

## Życiorys
Studiował w Lipsku u Johanna Gottfrieda Schichta i Friedricha Schneidera. Przez całe życie związany z Lipskiem, w latach 1820–1833 był skrzypkiem w Orkiestrze Gewandhaus. Pełnił funkcję organisty w kościele św. Piotra (od 1825) i kościele św. Mikołaja (od 1837). Od 1843 do 1856 roku uczył gry na organach w lipskim konserwatorium. Był współzałożycielem powołanego w 1850 roku Bach-Gesellschaft. Od 1856 roku mieszkał w Plagwitz koło Lipska.
Był autorem licznych prac z zakresu historii muzyki, głównie o charakterze bibliograficznym. Opublikował m.in. Darstellung der musikalischen Litteratur von der frühesten bis auf die neueste Zeit (1836 + suplement 1839), Die Hausmusik in Deutschland im 16., 17. und 18. Jahrhundert (1840), Die Tonwerke des 16. und 17. Jahrhunderts (1847). Zgromadził bogaty zbiór dzieł teoretycznych, który zapisał w testamencie miastu Lipskowi. Komponował utwory przeznaczone na fortepian i organy.